# Relegem

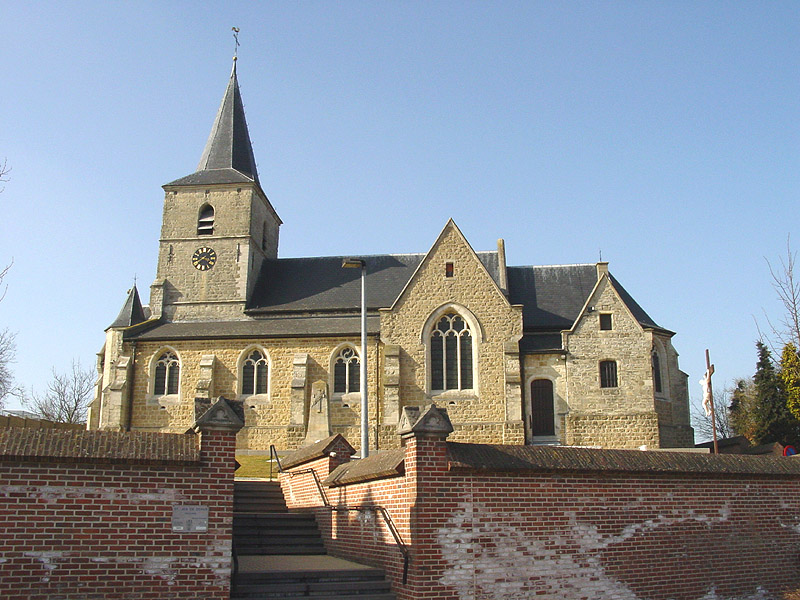
Parochiekerk Sint-Jan-de-Doper

Relegem is een dorp in de Belgische provincie Vlaams-Brabant en een deelgemeente van Asse. De gemeente ligt in de Vlaamse Rand in het arrondissement Halle-Vilvoorde. Relegem was een zelfstandige gemeente tot aan de gemeentelijke herindeling van 1977.

## Geschiedenis
Relegem was een zelfstandige gemeente tot einde 1976 die 1116 inwoners telde.

## Geografie
Relegem heeft een oppervlakte van ongeveer 3,56 km². De dorpskern ligt op de noordelijke flank van de vallei van de Maalbeek. Dit riviertje dat tevens in Relegem ontspringt, loopt vervolgens via Wemmel en Grimbergen en mondt uit in het kanaal Brussel-Willebroek. Ten noorden van de dorpskern ligt de Kruiskouter, een uitgestrekt agrarisch gebied.

## Bezienswaardigheden
- De Sint-Jan Baptistkerk
- In de gevel van de dorpsherberg Den Ouden Belg is een geodetisch hoogtepunt aanwezig[1] van het NGI dat een nauwkeurige referentie voor waterpassing geeft.

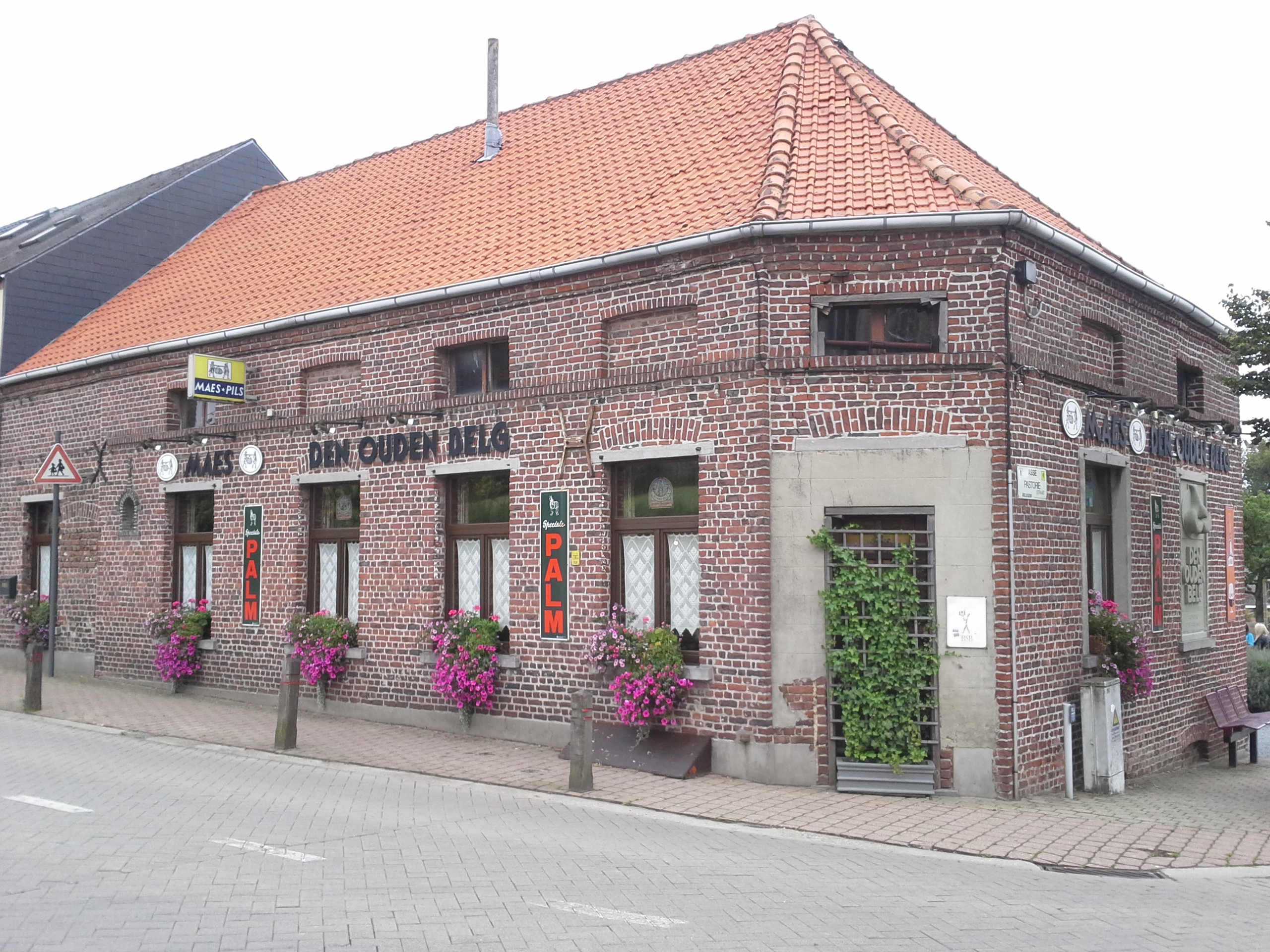
Dorpsherberg Den Ouden Belg
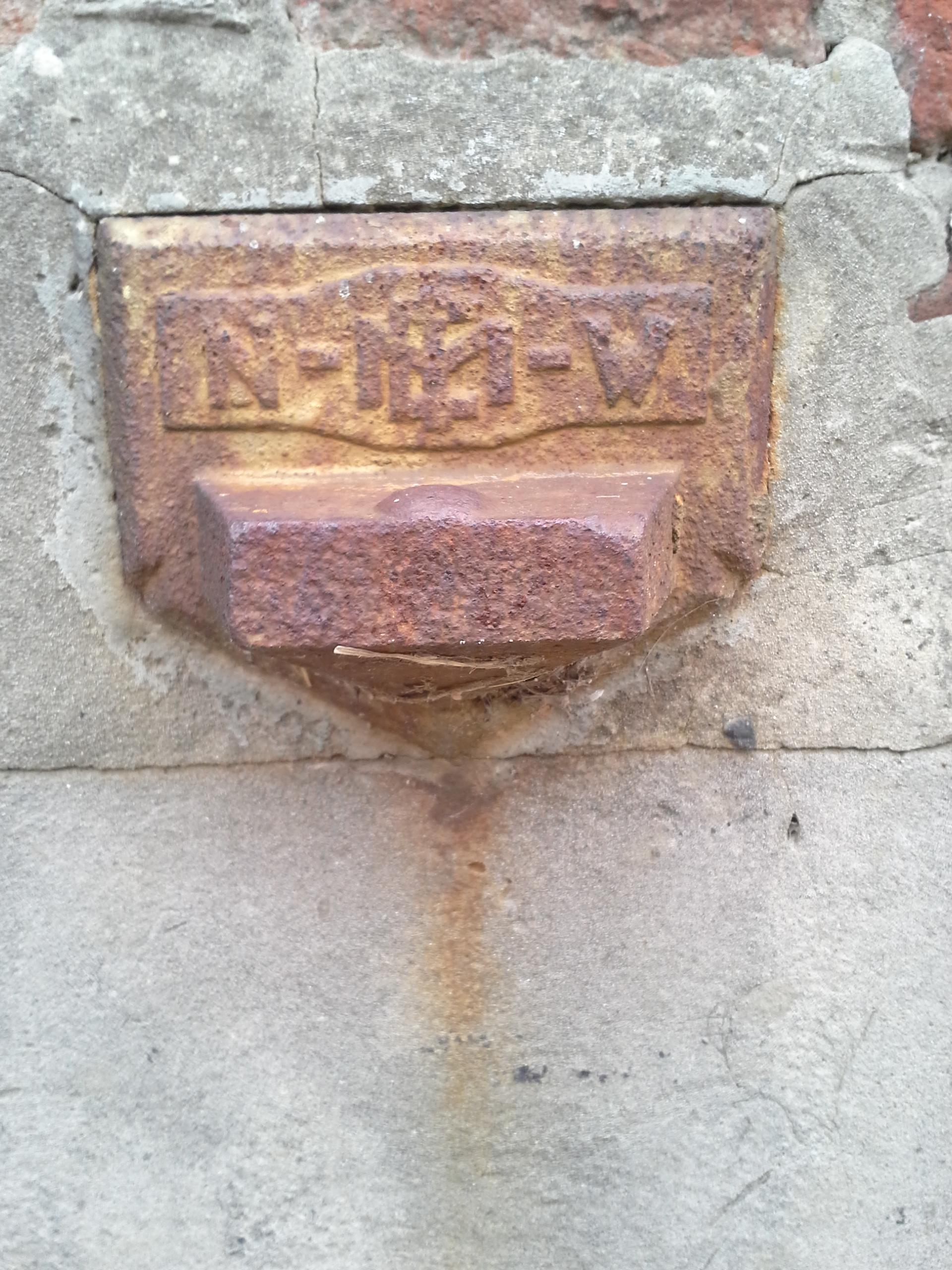
Geodetisch punt NGI Gc45

## Natuur en landschap
Relegem ligt op het Brabants Plateau op een hoogte van 45-77 meter. Het dorp ligt aan de Maalbeek die in noordwestelijke richting stroomt.

## Demografische ontwikkeling
- Bronnen:NIS, Opm:1831 tot en met 1970=volkstellingen

## Bekende Relegemers

### Geboren in Relegem
- Anselmus Van Doorslaer (1839-1916), burgemeester van Grimbergen

### Woonachtig in Relegem
- Renaat Dreesen, zwemmer[bron?]
- J(oh)an Boskamp, Nederlands voetballer en voetbaltrainer

## Nabijgelegen kernen
Kobbegem, Zellik, Wemmel

## Noot
1. ↑  www.ngi.be[dode link], Geodetische documentatie en viewer

Deelgemeenten: Asse · Bekkerzeel · Kobbegem · Mollem · Relegem · Zellik

Belgische gemeenten · Arrondissement Halle-Vilvoorde · Vlaams-Brabant · Vlaanderen